# Nomenclature biologique nouvelle

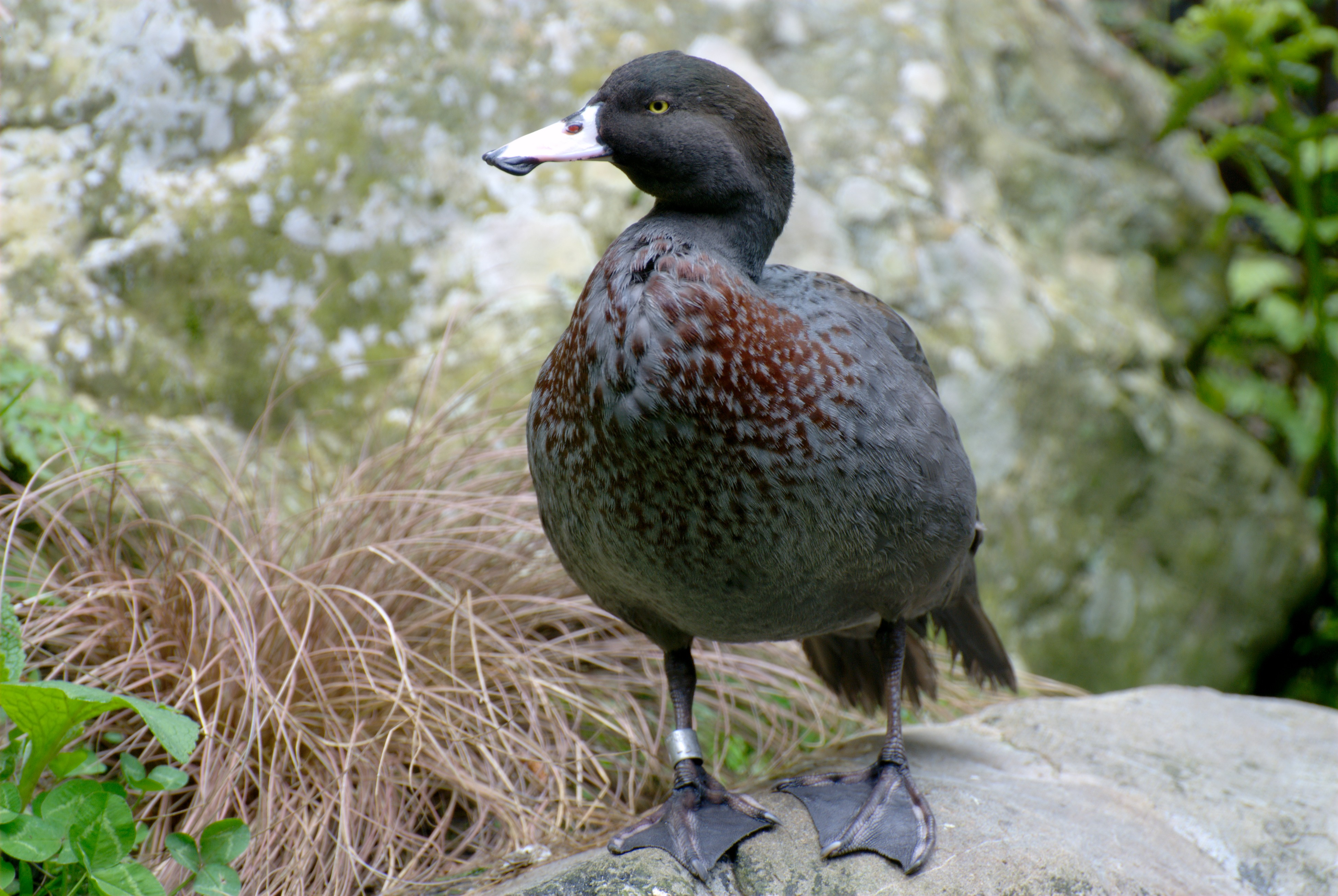
Cet oiseau avec un nom scientifique difficilement appréhendable Hymenolaimus malacorhynchos est nommé *Anaso obtuzbeka* en NBN

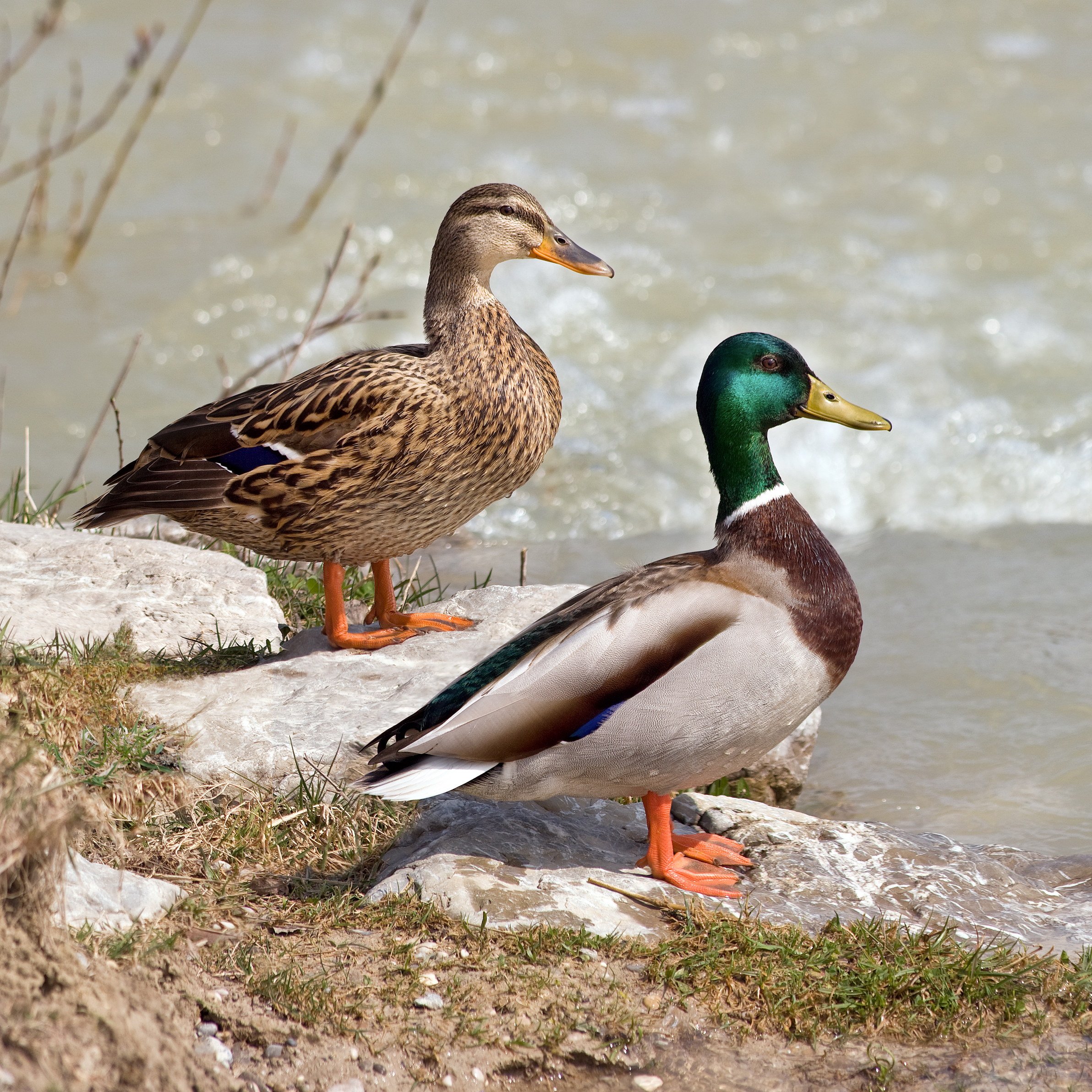
Anas platyrhynchos est l'espèce type pour son ordre et est donc nommée *Anaso ordotipa* en NBN.

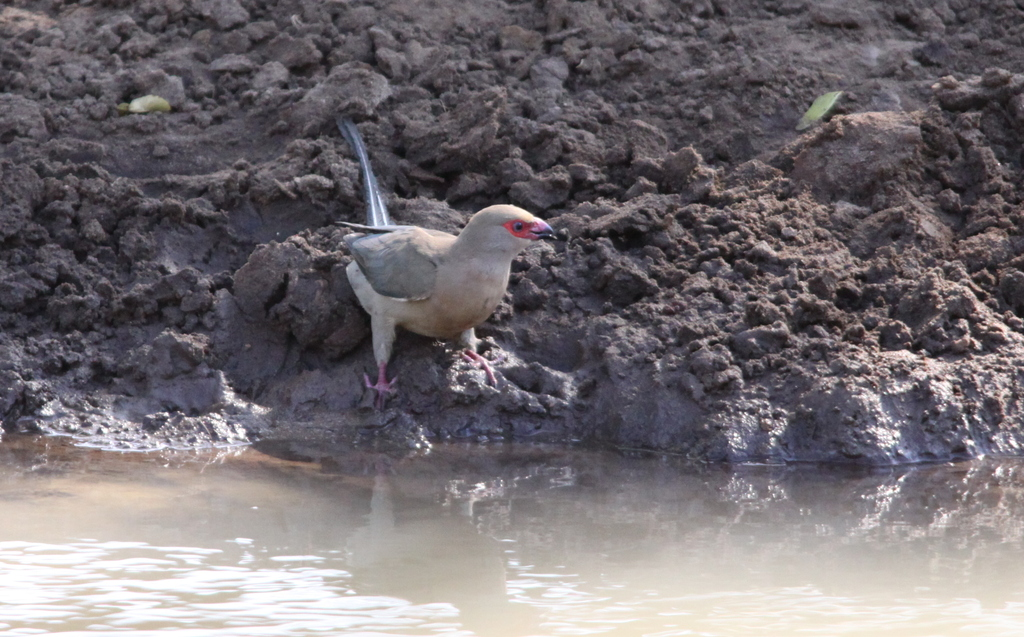
Urocolius indicus, oiseau endémique de la partie sud de l'écozone afrotropicale mais absent en Inde, exemple d'épithète trompeuse en nomenclature traditionnelle.

La Nomenclature biologique nouvelle (NBN) ou Nova Biologia Nomenklaturo est un système pour nommer les espèces et autres taxons d'animaux, de plantes et autres organismes vivants, selon une autre méthode que la  nomenclature traditionnelle . Elle a été initiée par un zoologue flamand, Wim De Smet. Ce projet a été développé entre 1970 et 2005 avec l'appui de l'association pour l'introduction d'une nouvelle nomenclature en biologie.
Ce système établit les noms à l'aide de 57 règles clairement définies et utilise des termes issus de la langue espéranto cependant il ne s'agit pas de noms espéranto, mais d'une approche totalement nouvelle ,  d'un système devant permettre de nommer rationnellement les taxons. 
Depuis 1994 à chaque nom est également associé à un code, ce qui facilite le travail informatique.

## Avantages
Selon son initiateur les avantages de NBN sont les suivants :
1. Un système a posteriori : NBN réutilise l'expérience de plus de 200 ans de science de la nomenclature en conservant les bons aspects et en évitant les moins bons ; en outre NBN exploite les compétences de la biologie moderne et les connaissances accumulées sur les espèces et la taxonomie.
2. Un système clairement défini : Les règles sont connues précisément avant que le nom soit élaboré.
3. Un système avec des garanties : Les noms ne sont pas issus de la cogitation d'une seule personne, ils sont de plus validés par trois biologistes compétents.
4. Un système mémorisable : Les noms sont constitués de mots normalisés (selon les cas de un, deux ou trois mots).
5. Un système régulier : Le même suffixe pour les taxons de mêmes niveau.
6. Un système qui guide : Chaque nom NBN peut être relié au nom de l'ordre auquel le taxon appartient (dans le règne animal il existe environ 350 ordres dont 200 environ sont connus des biologistes experts et 100 des simples biologistes ou des naturalistes, donc il existe une quantité de termes mémorisables).
7. Unicité du système : Les mêmes règles sont utilisées pour les animaux, les plantes, les bactéries et autres.
8. Descriptions non ambiguës, complètement en Espéranto.
9. Limitation de la quantité de vocabulaire par l'usage répété des mêmes termes (par exemple, les types de famille, les types d'ordre ...).
10. Nouveaux choix rationnels des types pour les taxons, prenant en compte les espèces les mieux connues.
11. Nouvelles perspectives pour les musées s'ils veulent conserver les types des familles ou des rangs supérieurs.
12. Un nom NBN est facilement reconnaissable dans un texte par l'usage d'astérisques ou de groupes de lettres  N.B.N.
13. Un système adapté à l'informatique.

## Concepts de la NBN

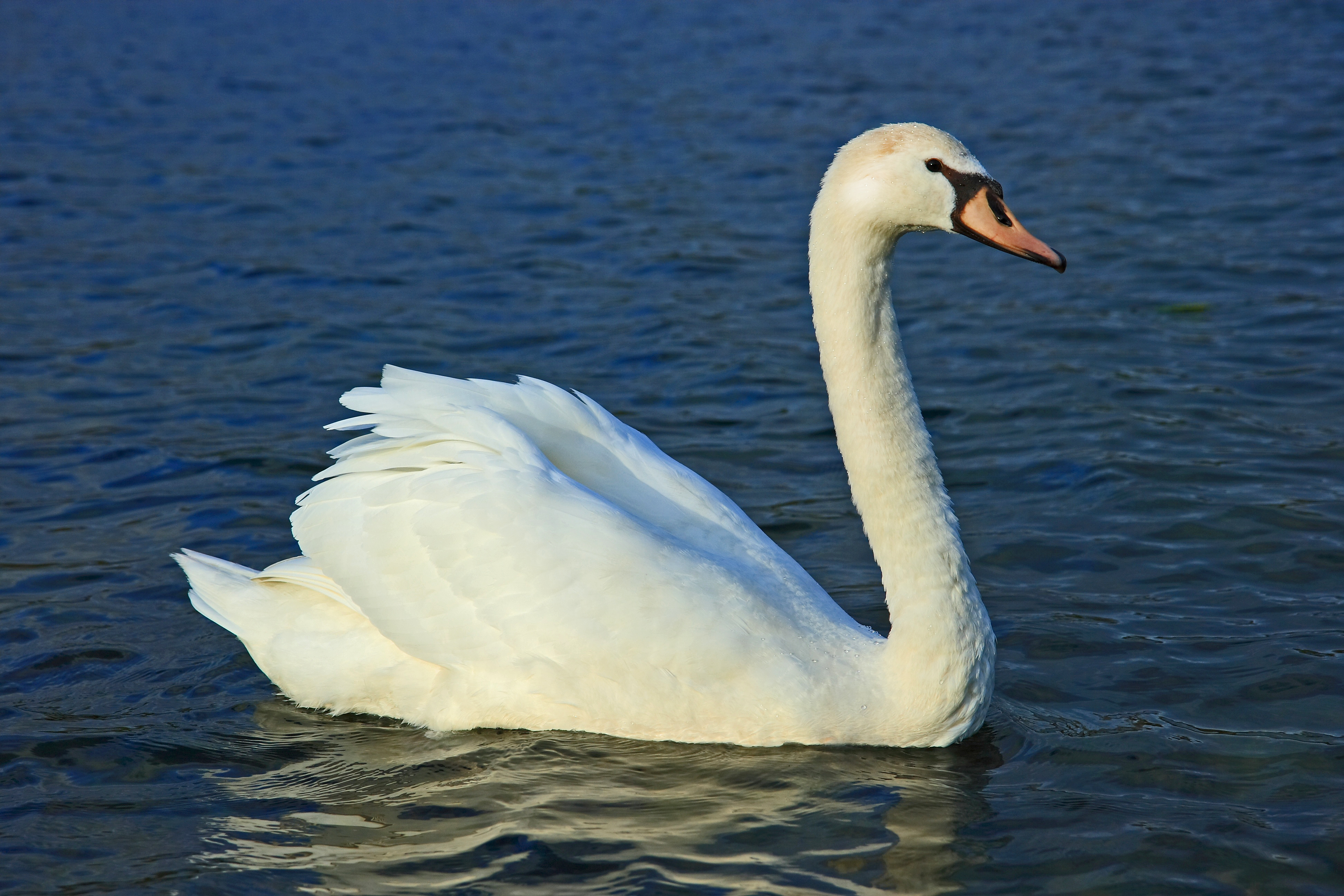
En NBN Cygnus olor correspond à *Anaso olornoma*, "anaso" comme tous les membres de la famille *Anasoj*…

À l'exception du genre, tous les niveaux de taxons traditionnels sont conservés en  NBN : 
Règne, sous-règne, phylum (y compris pour les plantes), sous-phylum, super classe, classe, sous-classe, ordre, sous-ordre, infraordre, superfamilioj, famille, sous-famille, espèce, sous-espèce.
Une autre similitude avec la nomenclature classique est l'usage de binômes pour les espèces et de trinôme pour les sous-espèces. Le premier terme commence par une majuscule et termine par "o", le deuxième (et éventuellement le troisième) commence par une minuscule et termine par "a".
Pour chaque taxon, on retient une espèce type considérée comme la plus connue. Par exemple pour les animaux l'espèce la plus connue est l'homme, dont le nom NBN est *Antropo regnotipa*, et le nom du règne animal est *Antroporegnanoj*. SiDe façon similaire *Foko ordotipa* (Phoca vitulina) définit l'ordre des *Fokordanoj* (Pinnipedia). Autre exemple, pour la famille des *Orelfokoj* (Phocidae) l'espèce type est *Orelfoko familitipa* (Zalaphus californianus) qui donne son nom à la famille concernée.
Toutes les espèces d'une même famille portent le même NBN En fait ce principe est la simple application de celui défini par Linné en son temps, à la différence près que ce que Linné définissait comme genus (Genre) est compris par la science actuelle comme une notion de familia (familie) .
Contrairement à la nomenclature traditionnelle, les noms des taxons ne sont pas accompagnés des noms d'auteur et il n'existe pas de règle de priorité. Les noms et les règles N.B.N.peuvent être modifiés mais pas sur une initiative personnelle et seulement après une étude sérieuse des motifs. Les modifications actées sont immédiatement publiées .